# Майя (цивилизация)

Территория, которую занимала цивилизация майя. Красным выделена граница культуры майя, чёрным — территория мезоамериканской цивилизации

Ма́йя — цивилизация Мезоамерики, известная благодаря своей письменности, искусству, архитектуре, математической и астрономической системам. Начало её формирования относят к предклассической эре (2000 год до н. э. — 250 год н. э.), большинство городов Майя достигло пика своего развития в классический период (250—900 годы н. э.). К моменту прибытия конкистадоров была в глубоком упадке.
Майя строили каменные города, многие из которых были покинуты задолго до прихода европейцев, другие были обитаемы и после. Календарь, разработанный майя, использовали и другие народы Центральной Америки. Применялась иероглифическая система письма, в большей части расшифрованная. Сохранились многочисленные надписи на памятниках. Майя создали эффективную систему земледелия, имели глубокие знания в области астрономии.
Потомками древних майя являются не только современные народы майя, сохранившие язык предков, но и часть испаноязычного населения южных штатов Мексики, Гватемалы, Гондураса. Некоторые города майя включены ЮНЕСКО в список объектов Всемирного наследия: Паленке, Чичен-Ица, Ушмаль в Мексике, Тикаль и Киригуа в Гватемале, Копан в Гондурасе, Хойя-де-Серен в Сальвадоре.
Историю культуры этого народа принято делить на три периода:
- Первый период (с древности до 317 года) — время возникновения городов-государств, примитивного подсечного земледелия, изготовления хлопчатобумажных тканей и др.;
- Второй период (317—987) — древнее царство, или классический период, — время роста городов (Паленке, Чичен-Ица, Тулума) и одновременно таинственного исхода из них населения в начале X века;
- Третий период (987 год — XVI век) — новое царство, или постклассический период, — время прихода европейских конкистадоров, принятия новых законов, стилей в жизни и искусстве, смешения культур, братоубийственных войн и т. д.

Пирамида Кукулькана в Чичен-Ице

## Территория
В настоящее время (начало XXI века) территория, на которой происходило развитие цивилизации майя, входит в состав государств:
- Мексика (штаты Чьяпас, Кампече, Юкатан, Табаско, Кинтана-Роо);
- Гватемала;
- Белиз;
- Сальвадор;
- Гондурас (западная часть).

Найдено около 1000 городов культуры майя (на начало 1980-х годов), но не все из них раскопаны или исследованы археологами. Также было найдено около 3000 посёлков.

## История

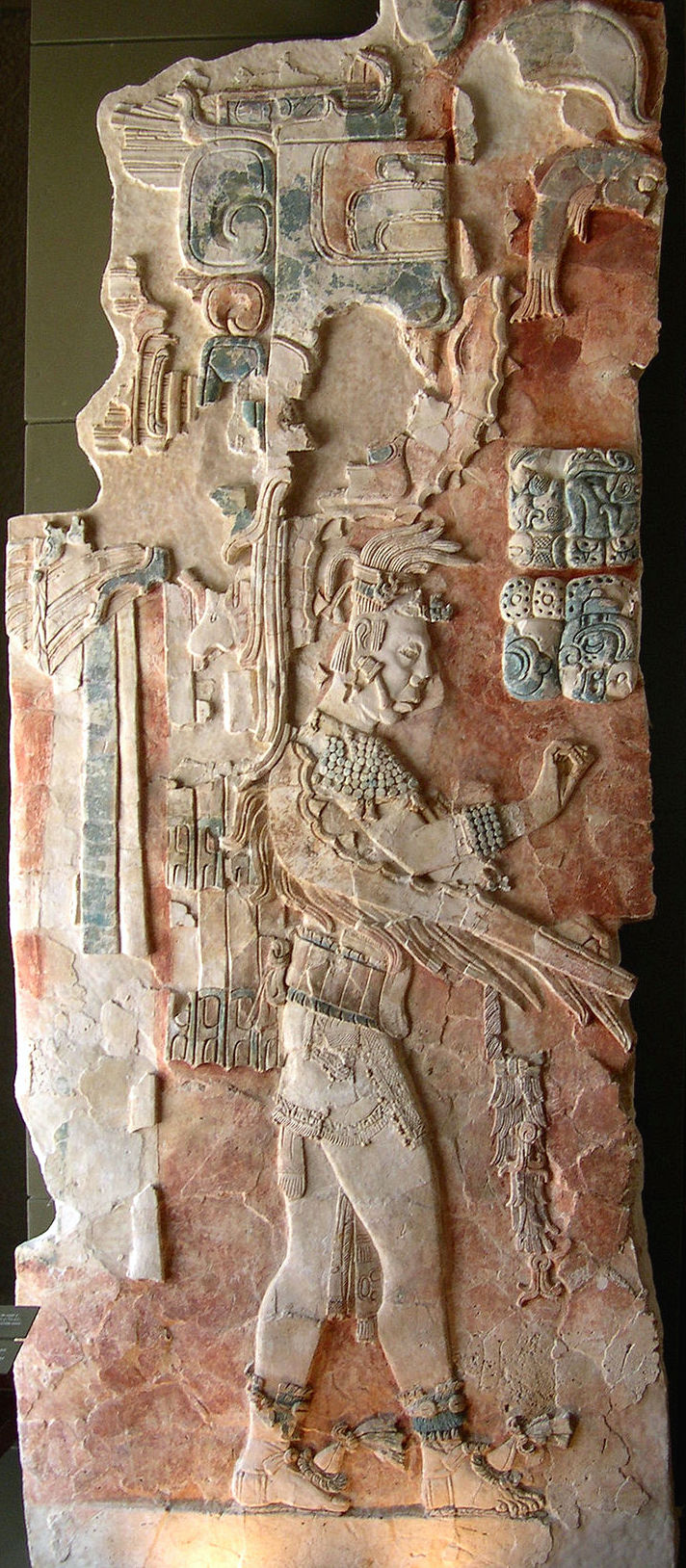
Лепной барельеф в музее Паленке

### Ранний доклассический период (около 2000—900 годов до н. э.)
На раннем доклассическом этапе развития майя появляются поселения и развивается земледелие в районах расселения. Первые отнесённые к цивилизации майя построения в Куэйо (Белиз) датированы приблизительно 2000 годом до н. э. Из этого места происходит расселение племён майя на север до Мексиканского залива. В Копане (Гондурас) охотники селятся около 1100 года до н. э. На раннем доклассическом этапе был основан город Ламанай (Белиз), относящийся к старейшим городам цивилизации майя. Приблизительно в 1000 году до н. э. основывается Кахаль Печ (Белиз), просуществовавший до VII века н. э.

### Средний доклассический период (около 900—400 годов до н. э.)
В среднем доклассическом периоде развития происходило дальнейшее расселение майя, развивалась торговля между городами. VII веком до н. э. датируются следы поселений в области Тикаля (Гватемала). На побережье Мексиканского залива первые поселения и храмы появились около 500 года до н. э. К первым крупным городам майя относятся Эль-Мирадор (с самой большой известной пирамидой майя, 72 м) и Накбе, находящиеся на территории современной Гватемалы. Около 700 года до н. э. в Месоамерике появилась письменность.
В искусстве майя этого периода было заметно влияние ольмекской цивилизации, возникшей в Мексике на берегу залива и установившей торговые связи со всей Мезоамерикой. Некоторые учёные считают, что созданием иерархического общества и царской власти древние майя обязаны ольмекскому присутствию в южных районах области майя с 900 по 400 год до н. э.

### Поздний доклассический период (около 400 года до н. э. — 250 года н. э.)
Приблизительно 400 годом датируется изображение самого раннего солнечного календаря майя, высеченного на камне. Майя приняли идею иерархического общества, управляемого царями и лицами царской крови. Основание города Теотиуакана относится также к позднему доклассическому периоду. Теотиуакан на протяжении нескольких столетий был культурным, религиозным и торговым центром Мезоамерики, оказывающим культурное влияние на регионы и всю цивилизацию майя.

### Ранний классический период (около 250—600 годов н. э.)
Самая ранняя, датируемая 292 годом н. э. стела в Тикале изображает фигуру правителя Кинич-Эб-Шока. Около 500 года Тикаль стал «сверхдержавой», жители Теотиуакана селились в нём, неся с собою новые обычаи, ритуалы, в том числе сопровождаемые жертвоприношениями. В 562 году разразилась война между городами Калакмуль и Тикаль, в результате которой правитель Калакмуль пленил правителя Тикаля Яш-Эб-Шока II (Вак-Чан-Кавиля) и принес его в жертву.

### Поздний классический период (около 600—900 годов н. э.)
Цивилизация майя классического периода представляла собой территорию городов-государств, каждый из которых имел своего правителя. Распространившаяся на весь Юкатан культура майя переживала эпоху своего расцвета, в этот период были основаны города Чичен-Ица (ок. 700 года), Ушмаль и Коба. Города соединяли дорогами, так называемыми сакбе (sacbé).

### Упадок цивилизации майя
Уже в IX веке н. э. в южных районах проживания майя происходило быстрое сокращение населения, которое распространилось впоследствии на весь центральный Юкатан. Жители покидали города, приходили в упадок системы водоснабжения. С середины X века н. э. больше не воздвигали каменные сооружения. До сих пор исчезновение цивилизации майя является предметом спора исследователей. При этом имеются две главные точки зрения насчёт исчезновения цивилизации майя — экологическая и неэкологические гипотезы.
- Экологическая гипотеза основана на балансе взаимоотношений человека и природы. Со временем баланс был нарушен: постоянно растущее население сталкивается с проблемой нехватки качественных почв, пригодных для земледелия, а также с нехваткой питьевой воды. Гипотеза экологического исчезновения майя была сформулирована в 1921 году Оратором Куком[англ.].
- Неэкологические гипотезы охватывает теории различного вида, начиная завоеванием и эпидемией и заканчивая изменением климата и прочими катастрофами. В пользу версии завоевания майя говорят археологические находки предметов, принадлежавших другому народу средневековой Центральной Америки — тольтекам. Однако большинство исследователей сомневаются в правильности данной версии.

Предположение о том, что причиной кризиса цивилизации майя стали климатические изменения, а в особенности засуха, высказывает геолог Геральд Хауг (Gerald Haug), занимающийся вопросами изменения климата. В феврале 2012 года ученые из Юкатана и Университета Саутгемптона опубликовали результаты сложного моделирования, согласно которым цивилизация майя могла погибнуть даже в результате небольшой засухи. Проведенные эксперименты показали, что недостаток пресной воды в этом регионе мог начаться уже при снижении уровня осадков на 25-40 %, что и наблюдалось между 800 и 950 годами нашей эры. Подобное снижение уровня осадков привело к тому, что воды стало испаряться больше, чем восполняли дожди, а это, в свою очередь привело к снижению количества доступной воды, нарушению привычных устоев жизни и к массовому опустошению городов. Некоторые учёные считают, что крах цивилизации майя произошёл примерно в одно время с гибелью города Теотиуакан в Центральной Мексике.

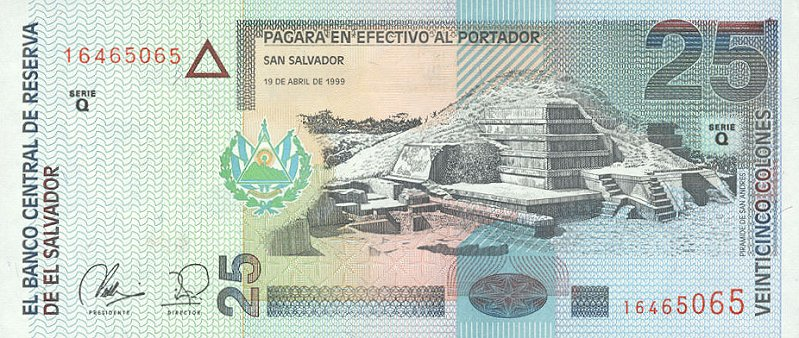
Пирамида майя в Сан-Андрес, Сальвадор. 1999

### Постклассический период (около 900—1521 год)
Около 900 года жители покидают Тикаль. Города северного Юкатана продолжают развиваться, однако города на юге приходят в упадок. В X веке отдельные территории населенные майя на Юкатане и в горной Гватемале захватывают пришедшие с севера тольтеки. Они делают своей столицей город Чичен-Ицу. В этот период происходит смешение религиозных верований и социальных структур майя и тольтеков, в городах строятся здания, где также наблюдается гибридизация архитектурных стилей двух культур. Около 1050 года происходит разрушение Чичен-Ицы. В 1263 году был основан Майяпан, который становится впоследствии главным центром Юкатана. В период своего расцвета город занимал площадь около 7 квадратных километров, насчитывал до 2000 жилых построек и вмещал 10-12 тысяч жителей. Однако в 1441 году в городе происходит восстание, и в 1461 году жители покидают его.
После этого Юкатан снова представляет собой территорию городов, каждый из которых борется друг с другом. Так, в Летописи какчикелей детально описана история горных майя — какчикелей, их легендарный приход в Гватемалу, политическое устройство, столкновения с соседними майяскими народами, а также описывается их столица Ишимче, повальный мор от оспы в 1520 году и приход испанцев в 1524 году.

### Колониальный период (1521—1821 годы)
В 1517 году на Юкатане появляются испанцы под началом Эрнандеса де Кордобы. Испанцы завозят из Старого Света болезни, ранее неизвестные майя, включая оспу, грипп и корь. В 1528 году колонисты под началом Франсиско де Монтехо начинают завоевание северного Юкатана. Однако ввиду географической и политической разобщённости испанцам потребуется около 170 лет, чтобы полностью подчинить себе регион. В 1697 году последний независимый город майя Тайясаль был подчинён Испании.
В 2025 году учёные из США и Японии обнаружили в джунглях мексиканского штата Чьяпас забытый город Сак-Балан (Sak-Bahlán), "Землю Белого Ягуара", где в XVI-XVII веках прятались последние непокорённые воины майя, боровшиеся с испанцами задолго после падения остальных городов.

### Постколониальный период
В 1821 году Мексика получает независимость от Испании. Обстановка в стране, однако, не стабилизируется. В 1847 году происходит восстание майя против авторитарности мексиканского правительства, известное как Война каст. Восстание было подавлено лишь к 1901 году.

### Майя сегодня
На сегодняшний день на полуострове Юкатан, в том числе в Белизе, Гватемале и Гондурасе живут около 6,1 млн майя. В Гватемале до 40 % населения относятся к майя, в Белизе — порядка 10 %. Сегодняшняя религия майя представляет собой смесь из христианства и традиционных верований майя. Каждая община майя имеет своего религиозного покровителя. В качестве пожертвований выступают домашняя птица, специи или свечи. Некоторые группы майя идентифицируют себя посредством особенных элементов в их традиционном одеянии, которыми они отличаются от других майя. Существует небольшой видеоочерк, показывающий реальный быт индейцев майя во всех странах Центральной Америки на сегодняшний день.
Группа лекандонских майя, проживающая в Чьяпасе (Мексика), известна сохранившимся традиционным бытом. Представители группы носят хлопковую одежду, украшенную традиционными сюжетами майя. Христианство оказало на представителей этой группы поверхностное влияние. Однако туризм и, в главную очередь, технический и экономический прогресс постепенно стирают самобытность группы. Всё больше и больше майя носят современную одежду, пользуются электричеством, радио и телевидением в своих домах, а зачастую и автомобилями. Некоторые майя живут между тем от доходов за счёт туризма, так как всё больше людей хотят познакомиться с миром и культурой древних майя.
Особая ситуация сложилась в контролируемых сапатистами деревнях в мексиканском штате Чьяпас. Эти деревни добились в недалёком прошлом автономии и самоуправления.

## Искусство
Искусство древних майя достигло пика своего развития во время классического периода (около 250 года — 900 года н. э.). Настенные фрески в Паленке, Копане и Бонампаке считаются одними из самых красивых. Красота изображения людей на фресках позволяет сравнить эти памятники культуры с памятниками культуры античного мира, поэтому этот период развития цивилизации майя и принято считать классическим. Многие из памятников культуры не дошли до наших дней, так как были уничтожены либо инквизицией, либо временем.

### Скульптура
Скульптуры майя, как правило, представляют собой стелы, в основании которых находится крупный плоский камень, который часто называют алтарём, хотя его реальная функция до конца не ясна. Многие стелы содержат барельефные изображения, хотя по всему ареалу существования майяской цивилизации можно также встретить и обычные скульптуры. Большинство скульптур относится к классическому периоду (250—900 годы н. э.) развития цивилизации майя.

### Архитектура
Для искусства майя, нашедшего выражение в каменной скульптуре и барельефах, произведениях мелкой пластики, росписях на стенах и керамике, характерна религиозная и мифологическая тематика, воплощённая в стилизованных гротескных образах. Основные мотивы искусства майя — антропоморфные божества, змеи и маски; ему свойственны стилистическое изящество и изощрённость линий. Главным строительным материалом для майя служил камень, в первую очередь известняк. Типичными для архитектуры майя были ложные своды, устремлённые вверх фасады и крыши с гребнем. Эти массивные фасады и крыши, венчавшие дворцы и храмы, создавали впечатление высоты и величественности.

## Одежда
Основным одеянием мужчин была набедренная повязка (эш); она представляла собой полосу ткани шириной в ладонь, которую несколько раз обёртывали вокруг талии, затем пропускали между ног так, чтобы концы свисали спереди и сзади. Набедренные повязки именитых персон «с великой заботливостью и красотой» украшались перьями или вышивкой. На плечи набрасывали пати — накидку из прямоугольного куска ткани, также украшенную сообразно общественному положению её владельца. Знатные люди добавляли к этому наряду ещё длинную рубаху и вторую набедренную повязку, похожую на запашную юбку. Их одежды были богато декорированы и выглядели, вероятно, очень красочно, насколько можно судить по сохранившимся изображениям. Правители и военачальники иногда носили вместо накидки шкуру ягуара или закрепляли её на поясе.
Одежда женщин состояла из двух основных предметов: длинного платья (куб), которое либо начиналось над грудью, оставляя плечи открытыми, либо (как, например, на Юкатане) представляло собой прямоугольный кусок материи с прорезями для рук и головы, и нижней юбки. Судя по сохранившимся изображениям, платье и юбка могли носиться как вместе, так и отдельно; в последнем случае грудь оставалась открытой (вероятно, тот или иной способ ношения определялся социальным статусом женщины или местными обычаями). Верхней одеждой, как и у мужчин, служила накидка, но более длинная. Все предметы одежды украшались многоцветными узорами.

## Торговля
Майя вели оживленную торговлю, они торговали как между собой, между разными государствами майя, так и с другими государствами, с ацтеками на севере, жителями современных Коста-Рики и Панамы на юге.

## Письменность и исчисление времени
Исключительными интеллектуальными достижениями доколумбового Нового Света были созданные народом майя системы письма и исчисления времени. Иероглифы майя служили как для идеографического, так и для фонетического письма. Их вырезали на камне, рисовали на керамике, ими написаны складные книги на местной бумаге, именуемые кодексами. Эти кодексы являются важнейшим источником для исследования письменности майя. Фиксация времени стала возможна благодаря сочетанию письменности и основательных астрономических знаний. В дополнение к этому майя использовали «цолкин» или «тоналаматль» — системы счёта, основанные на числах 20 и 13. Система цолкин, распространённая в Центральной Америке, очень древняя и не обязательно была изобретена народом майя. У ольмеков и в культуре сапотеков формативной эпохи сходные и достаточно развитые системы счисления времени сложились даже раньше, чем у майя. Однако майя в усовершенствовании числовой системы и астрономических наблюдениях продвинулись гораздо дальше, чем любой другой коренной народ Центральной Америки.

### Письменность

Цифры майя

Первый открытый археологами на территории современного мексиканского штата Оахака монумент майя с высеченными на нём иероглифами относится приблизительно к 700 году.
Сразу после испанского завоевания письменность майя пытались расшифровать. Первыми исследователями письменности майя стали испанские монахи, которые пытались обратить майя в христианскую веру. Самым известным из них был Диего де Ланда, второй епископ Юкатана, который в 1566 году написал труд, названный «Сообщения о делах в Юкатане». По мнению де Ланды, иероглифы майя были сродни индоевропейским алфавитам. Он полагал, что каждый иероглиф представляет собой определённую букву.
Наибольшего успеха в расшифровке текстов майя добился советский учёный Юрий Кнорозов из ленинградского Института этнографии АН СССР, сделавший свои открытия в 1950-е годы. Кнорозов убедился, что список де Ланды не был алфавитом, но он не отверг его полностью по этой причине. Учёный предположил, что «алфавит» де Ланды в действительности являлся списком слогов. Каждый знак в нём соответствовал определённой комбинации одного согласного с одним гласным. Соединённые вместе знаки были фонетической записью слов. На Западе большой вклад в расшифровку иероглифов древних майя внесли Генрих Берлин и Татьяна Проскурякова.
В результате открытий XX века стало возможным систематизировать знания о письменности майя. Основными элементами системы письма служили знаки, которых известно около 800. Обычно знаки имеют вид квадрата или продолговатого овала; один или несколько знаков могут располагаться вместе, образуя так называемый иероглифический блок. Многие такие блоки расположены в определённом порядке в прямолинейной решётке, которая определяла пространственные рамки для большинства известных надписей. Внутри этой решётки иероглифические блоки образуют ряды и колонки, чтение которых подчинялось особым правилам. Также большой вес имеют пиктографические знаки, изображающие, зачастую детально, животных, людей, части тела и предметы быта.

### Календарь
Жрецы указывали сроки начала земледельческих работ на основе календаря, который был одним из самых точных календарей народов Древности и Средневековья.
Майя имели сложную и довольно точную для своего времени систему календарей. Она использовалась и другими центральноамериканскими народами — ацтеками, тольтеками и др.

### Система счёта
Система счёта у майя базировалась не на привычной десятичной системе, а на распространённой в месоамериканских культурах двадцатиричной. Истоки лежат в методе счёта, при котором применялись не только десять пальцев рук, но и десять пальцев ног. При этом существовала структура в виде четырёх блоков по пять цифр, что соответствовало пяти пальцам руки и ноги. Также интересным является тот факт, что у майя существовало обозначение нуля, который схематически был представлен в виде пустой раковины от устрицы или улитки. Обозначение нуля также применялось для обозначения бесконечности. Так как нуль необходим во многих математических операциях, но в то же время в античной Европе был неизвестен, учёные предполагают сегодня, что майя имели высокоразвитую культуру с хорошим уровнем образования.

## Религия
Среди руин городов майя доминируют постройки религиозного характера. Как предполагается, религия вместе со служителями храмов играли в жизни майя ключевую роль. В период с 250 до 900 года н. э. (классический период развития майя) во главе городов-государств региона стояли правители, которые заключали в себе если не высшую, то по крайней мере очень важную религиозную функцию. Археологические раскопки позволяют говорить о том, что в религиозных ритуалах также принимали участие представители высших слоёв общества.

### Время, космос, катаклизм Земли и новая эра
Как и другие народы, населявшие Центральную Америку того времени, майя верили в цикличный характер времени и астрологию. Они представляли себе Вселенную, разделённую на три уровня — подземный мир, земля и небо. Религиозные ритуалы и церемонии были тесно связаны с природными и астрономическими циклами. Повторяющиеся явления подвергались систематическим наблюдениям, после чего отображались в различного рода календарях. При этом задача религиозного лидера майя состояла в интерпретации этих циклов.
В частности, по астрологии и календарю майя, «время пятого Солнца» закончилось 21—25 декабря 2012 года (зимнее солнцестояние). «Пятое Солнце» известно как «Солнце Движения», потому что, по представлениям индейцев, в эту эпоху должно было произойти движение Земли, от которого бы многие погибли. 
Эта дата вызывала много панических лжепророчеств и эзотерических спекуляций.

### Боги и жертвы

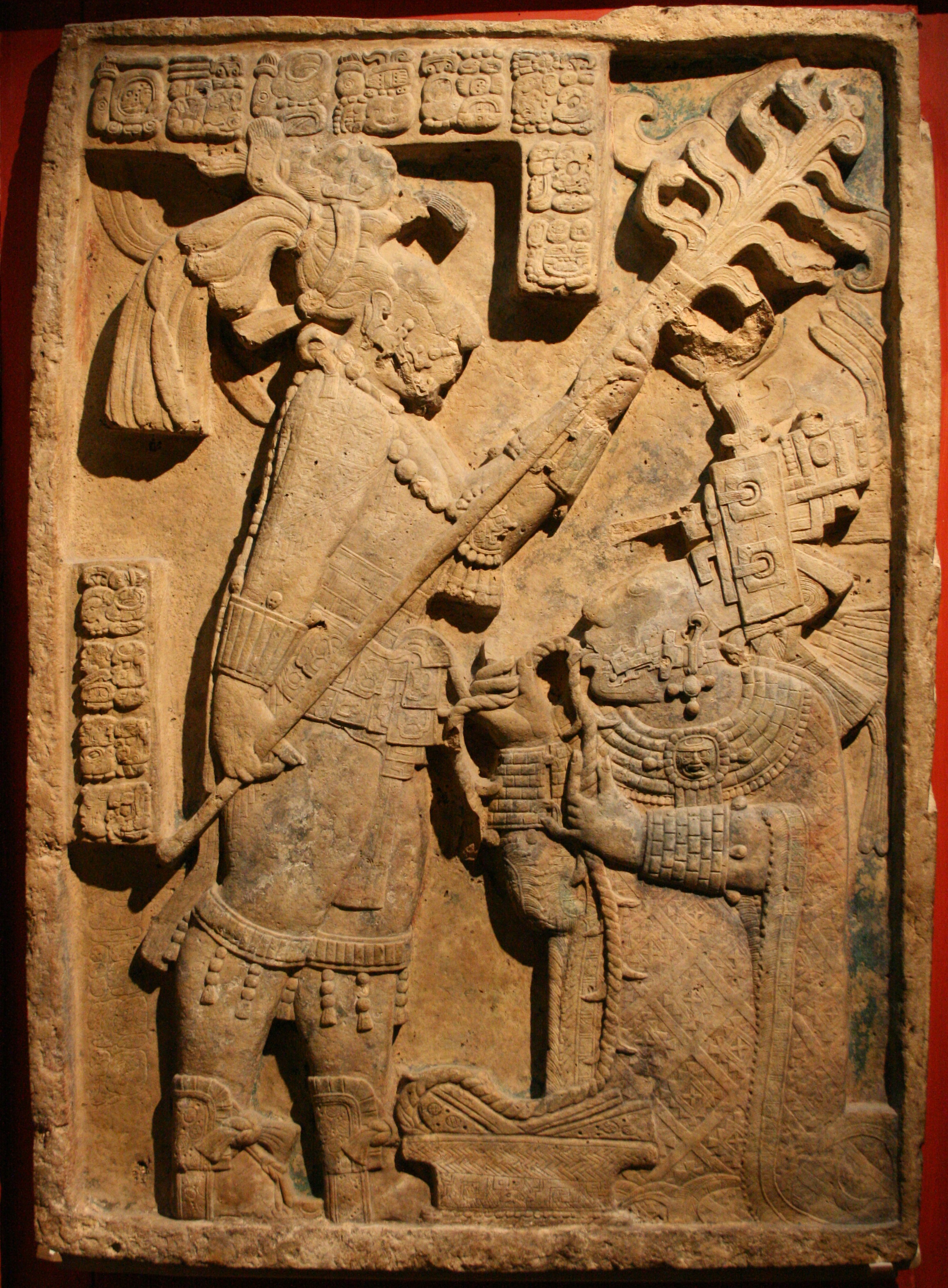
Майанская королева совершает религиозный обряд самоистязания — пропускает канат через язык.

Как и у других народов Центральной Америки, человеческая кровь играла у майя особую роль. По дошедшим до наших дней различным предметам быта — сосудам, мелкой пластике и ритуальным инструментам — можно говорить о специфическом ритуале кровопускания. Основным видом ритуального кровопускания в классический период был ритуал, при котором протыкали язык, причём делали это как мужчины, так и женщины. После прокалывания органов (языка, губ, ладоней, пениса), через проделанные отверстия продевали шнурок или верёвку. По представлениям майя, в крови находились душа и жизненная энергия.
Религия майя была политеистической. При этом боги являлись аналогичными людям смертными существами. В пользу данной версии говорят предметы искусства майя, на которых изображены боги-младенцы, а также глубоко старые боги. В связи с этим человеческое жертвоприношение рассматривалось древними майя как акт, способствующий в определённой мере продлить жизнь богам.
Человеческие жертвоприношения были распространённым явлением у майя. В жертву человека приносили через повешение, утопление, отравление, избивание, а также посредством захоронения заживо. Наиболее жестоким видом жертвоприношения являлось, как и у ацтеков, вспарывание живота и вырывание из груди ещё бьющегося сердца. В жертву приносились как захваченные в ходе войн пленники из других племён, так и представители собственного народа, в том числе и члены высших слоёв общества. Выбор времени, очерёдности и способа жертвоприношения до сих пор не ясен. Точно установлено, что в жертву в огромных масштабах приносились захваченные во время войн представители других племён, в том числе члены высших слоёв противника. Однако до сих пор неясно, вели ли майя кровопролитные войны для получения большего количества военнопленных с целью принесения их в будущем в жертву, как это делали ацтеки.
В постклассических городах на севере Юкатана культура майя претерпевает изменения. Так, руины городов цивилизации периода захвата её испанцами позволяют говорить, что религия не играла для майя столь важную роль, как во время классического этапа развития.

## Политическая и социальная структура общества
Майя были прежде всего сильно ориентированы внешнеполитически. Это было обусловлено тем фактом, что отдельные города-государства соперничали друг с другом, но в то же время должны были контролировать торговые пути для получения необходимых товаров. Политические структуры различались в зависимости от региона, времени и проживающего в городах народа. Наряду с наследными королями под руководством ахава (правителя) имели место также олигархические и аристократические формы правления. У племени киче (Quiché или K’iche') имелись также благородные семьи, выполняющие различные задачи в государстве. Также демократические институты имели место как минимум в нижнем слое общества: существующая и по сей день процедура избрания каждые три года бургомистра, «майя-бургомистра», существует, надо полагать, довольно давно.

## Военное дело

### Междоусобицы и войны
Майя часто воевали друг с другом. Некоторые историки даже видят в этом главную причину упадка классической культуры майя.
Войны в цивилизации древних майя велись по многим причинам, служившим политическим, экономическим или религиозным целям. Частой причиной войны служил контроль над конкурирующими городами-государствами, таким образом, войны велись с целью сместить с чужого трона конкурирующую династию, посадив на него подконтрольного правителя. В политическом смысле главной была репутация, заработанная в войне правителем-победителем. В экономическом смысле победа над противником давала выход к новым торговым путям, а также часть населения побеждённого города-государства порабощалась. Для религиозных целей победоносная война служила захватом новых людей, которые в будущем приносились на религиозных церемониях в жертву. Войны классического периода не ставили своей задачей захват территории противника и присоединение завоёванных земель к городу-победителю. Таким образом, образования мощного единого государства майя в эпоху классического периода не произошло.

### Вооружение
Воины майя использовали в битвах боевые дубины, духовые трубки, ножи, копья, топоры, маканы и прочее оружие. Также использовались стрелы и листья. Лист при этом скручивался в трубку, через которую в противника пускались стрелы, зачастую с заражёнными наконечниками. Шлемы использовались майя редко, однако майя использовали в бою щиты из древесины и кожи животных.
На вооружении майя также были деревянные мечи со вставленными в них кремнёвыми лезвиями и приспособления, напоминающие пращу — как правило, кожаные жгуты, которые зажимались пальцами или надевались на запястье руки. Работали они как вспомогательная катапульта, для более дальних бросков коротких копий (дротиков), с использованием этих приспособлений дальность метания увеличивалась в два раза.

## Города
Регион майя находится на юге Мезоамерики, который включает в себя современную территорию Мексики от перешейка Теуантепек на востоке до полуострова Юкатан на западе, включая Гватемалу и Белиз, большую часть Гондураса и Сальвадора, а также территорию юго-восточных штатов США. Народы и культуры, составлявшие цивилизацию майя, насчитывали более 2500 лет истории. В этом регионе были задокументированы более 4400 стоянок майя и до сих пор полный археологический список не составлен. Крупнейшим из известных городов-государств был Тикаль, жилая застройка которого занимала около 60 км². Города-государства достаточно долго сопротивлялись завоеванию Испанской империей. Последним независимым городом, который был покорен конкистадорами в 1697 году, был Тайясаль.

## Майяские царства
Известны Баакульское, Мутульское, Канульское, Шукуупское царства, а также ещё несколько десятков более мелких царств.

## Фильмография
- «Затерянное королевство майя» — научно-популярный фильм, снятый Национальным географическим обществом в 1993 г.
- «Апокалипсис» (2006) — художественный фильм Мела Гибсона
- «Фонтан» (2006) — фантастический художественный фильм Даррена Аронофски
- «2012» — фантастический художественный фильм. Режиссёр: Роланд Эммерих
- «Загадки Майя» (англ. «Mystery of The Maya») — документальный фильм Барри Хауэллса (англ. Barrie Howells) и Роберто Рочина (англ. Roberto Rochin), 1998 г.
- «Секрет властителей Майя» (англ. «Treasure Seekers. Code Of The Maya Kings») — документальный фильм, снятый National Geographic в 1999 г.
- «Шкала времени. Затерянные города Майя» (англ. «Time watch. Lost Cities of the Maya») — документальный фильм, снятый Би-би-си в 2003 г.

#### Литературные первоисточники
- Источники по древней истории Центральной и Южной Америки
- Обзор важнейших литературных источников об индейцах майя
- Диего де Ланда. Сообщение о делах в Юкатане
- Берналь Диас дель Кастильо. История Индий
- Лас Касас, Бартоломе де. Кратчайшее сообщение о разрушении Индий
- Пополь-Вух. Родословная владык Тотоникапана/Под ред. Р. В. Кинжалова. — М.;Л.: Изд-во АН СССР, 1959. — (Литературные памятники) (переизд.: М.: Наука, Ладомир, 1993).
- Франсиско Эрнандес Арана Шахиль. Памятная записка из Солола или Текпан-Атитлан, называемая также Летопись Какчикелей. Архивировано 9 декабря 2012 года. / пер. В. Талах. — Киев, 2009.